# Saint-Martin-Don

Saint-Martin-Don este o comună în departamentul Calvados, Franța. În 1 ianuarie 2018 avea o populație de 256 de locuitori.